# Apeadeiro de Mirão
O apeadeiro de Mirão é uma interface da Linha do Douro, que serve nominalmente a localidade de Mirão, em Portugal.

## Descrição

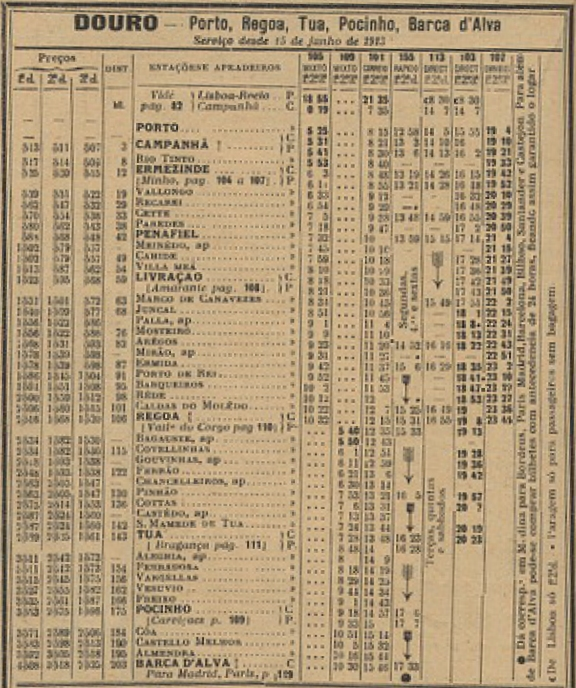
Horário de 1913, incluindo o apeadeiro de Mirão.

### Localização e acessos
Ainda que seja efetivamente a localidade mais próxima do apeadeiro epónimo, Mirão (arrabalde contíguo a norte de Resende) situa-se na margem oposta do Rio Douro, distando apenas 550 m em linha reta mas 13 km por via rodoviária, fazendo uso obrigado da Ponte da Ermida, a montante, via EN321-2 (e passando nesse trajeto pela interface contígua da Linha do Douro — Ermida).

### Infraestrutura
O edifício de passageiros situa-se do lado norte da via (lado esquerdo do sentido ascendente, para Barca d’Alva).

### Serviços
Em dados de 2022, esta interface é servida por comboios de passageiros da C.P. de tipo regional, com cinco circulações diárias em cada sentido, entre Marco de Canaveses e Régua.

## História
Esta interface situa-se no lanço da Linha do Douro entre Juncal e Régua, que foi inaugurado em 15 de Julho de 1879.